# Dýjahnjúkur
Dýjahnjúkur är en bergstopp i republiken Island. Den ligger i regionen Norðurland eystra, 270 km nordost om huvudstaden Reykjavík. Toppen på Dýjahnjúkur är 784 meter över havet.
Trakten runt Dýjahnjúkur är nära nog obefolkad, med mindre än två invånare per kvadratkilometer. Närmaste större samhälle är Dalvík, omkring 19 kilometer sydväst om Dýjahnjúkur. Trakten runt Dýjahnjúkur består i huvudsak av gräsmarker.